# Anhydrophryne rattrayi
Anhydrophryne rattrayi е вид жаба от семейство Pyxicephalidae. Видът е застрашен от изчезване.

## Разпространение
Разпространен е в Южна Африка.

## Описание
Популацията на вида е намаляваща.